# II. Anund svéd király
II. Anund Eriksson vagy Anund Uppsale (latinul: Anoundus), (832 – 873) svéd király 840-től haláláig.
II. Erik fiaként született, és Szent Rimbert, illetve a Hervarar saga szerint fivérével, II. Björnnel együtt uralkodott. Halála után fia, IV. Erik követte a trónon.

## Fordítás
Ez a szócikk részben vagy egészben  az   Anund Uppsale című angol Wikipédia-szócikk fordításán alapul.  Az eredeti cikk szerkesztőit annak laptörténete sorolja fel. Ez a jelzés csupán a megfogalmazás eredetét és a szerzői jogokat jelzi, nem szolgál a cikkben szereplő információk forrásmegjelöléseként.
| Előző uralkodó: II. Björn | Svédország uralkodója 840 – 873 | Következő uralkodó: IV. Erik |